# Signe mou latin
Cette page contient des caractères spéciaux ou non latins. S’ils s’affichent mal (▯, ?, etc.), consultez la page d’aide Unicode.
Ne doit pas être confondu avec Ь, le signe mou cyrillique
Le signe mou (Ь en capitale, ou ь en minuscule) est une lettre de l’alphabet latin, emprunté à l’alphabet cyrillique, qui a été utilisée dans les années 1920 et 1930 dans l’écriture minoritaire de la Russie, notamment les langues du nord avec l’Alphabet nordique unifié ou les langues turciques avec le Nouvel alphabet turk (Yanalif).

## Utilisation

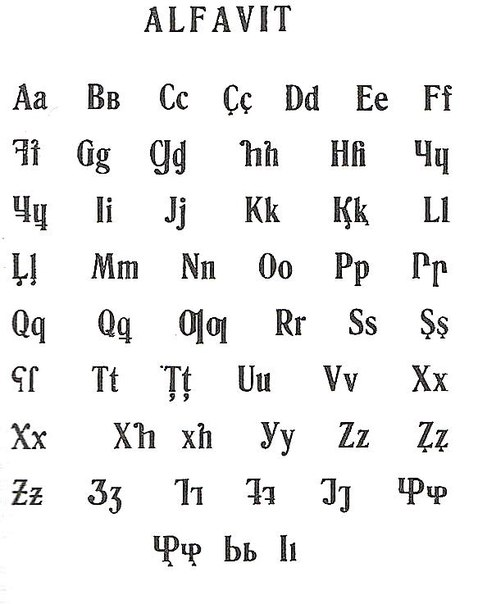
Alphabet abaza latin de 1932.

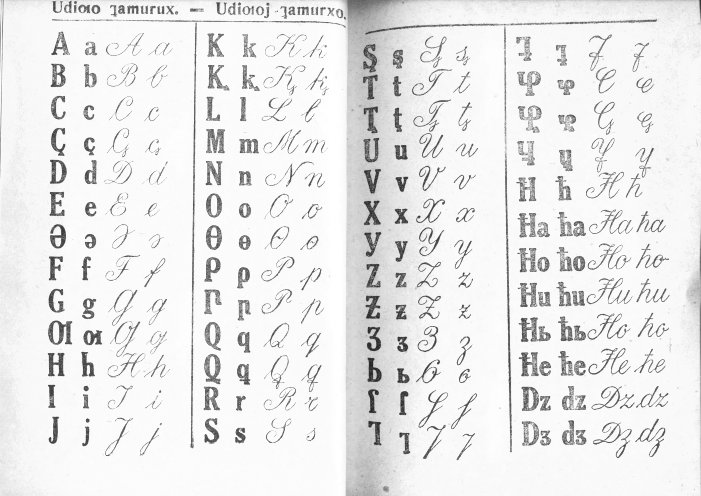
Alphabet oudi latin de 1934.

Friedrich Lorentz utilise le signe mou dans une version de l’orthographe cachoube, notamment dans des textes cachoubes publiés de 1913 à 1924.

## Représentations informatiques
Le signe mou peut être représenté avec les caractères Unicode définis pour le signe mou cyrillique (Ь) : Ь U+042C et ь U+044C.